# 台湾高速鉄道700T型電車
700T型電車（ななひゃくティーがたでんしゃ・700T型電聯車・THSR 700T）は、台湾高速鉄道の高速鉄道車両である。日本初の輸出用新幹線車両として、JR東海・JR西日本が共同で700系新幹線車両をベースに開発した車両である。
製造は川崎重工業・日本車輌製造・日立製作所が担当し、初期車全30編成が日本で製造され、輸出された。2004年1月30日に完成した先頭車の披露式典が川崎重工業兵庫工場で行われた。
その後、2012年に増備編成（基本契約4編成およびオプション契約4編成）の契約も締結された（後述）。高鉄側は輸送力増強のためオプション契約4編成の発注を検討していたが、700T型の原型となった700系が東海道新幹線から退役し、これに伴って700T型製造用部品の確保が困難となったため、新型車両の購入に方針を切り替えた。しかし、2019年と2020年に行った国際入札は日本側の提示額が高いなどし成立しなかった。2023年3月、台湾高鉄が日立製作所・東芝の日本連合が提案した案に合意し、N700S系をベースにした144両（12編成×12両）の導入を発表した。新型車両は2026年から順次納入される予定。

## 特徴

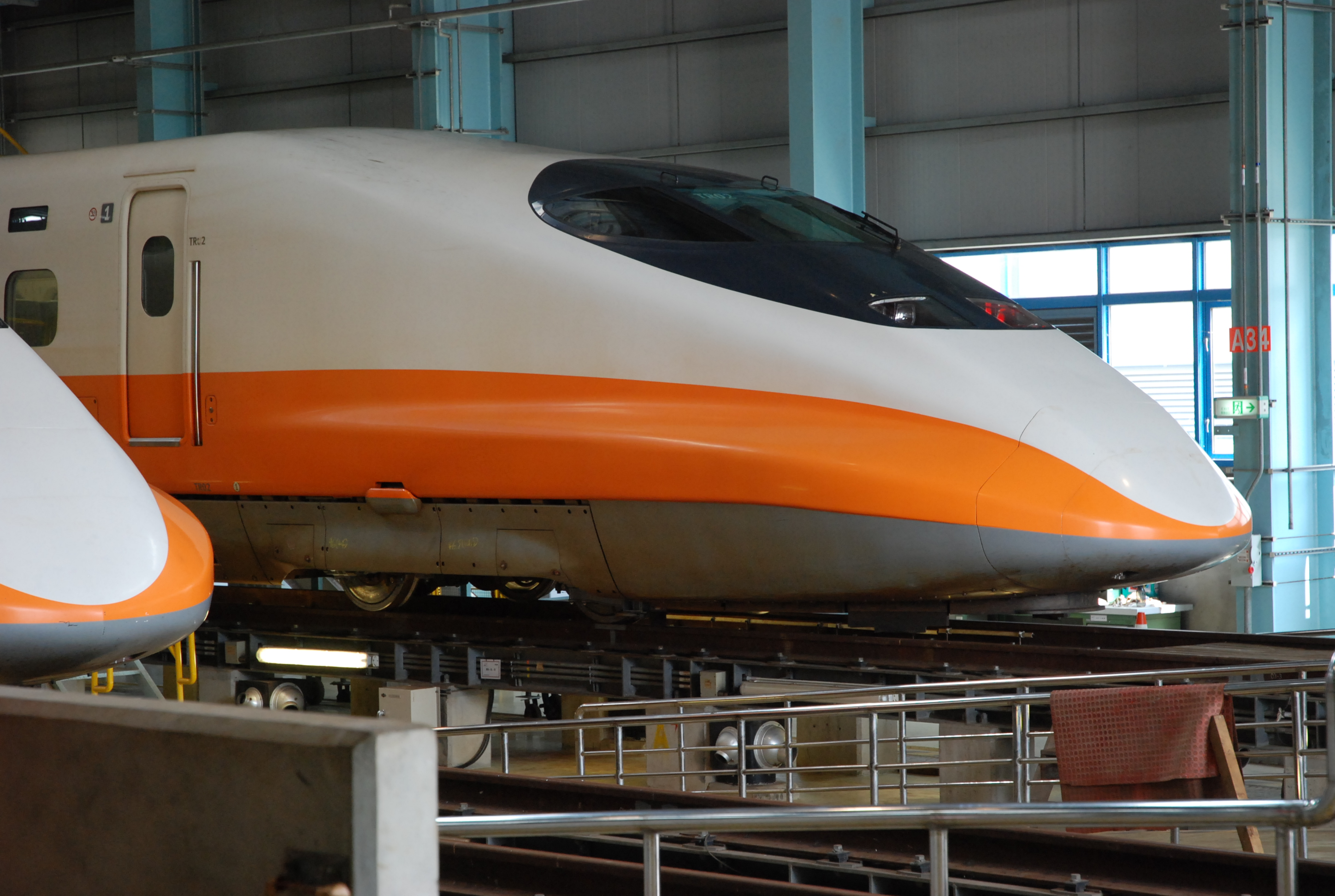
先頭車の先頭形状

東海道・山陽新幹線で運転されている700系をベースにしているが、いくつかの点で異なる。
台湾高速鉄道の需要見込みに合わせ、700系の16両編成（E編成は8両）に対し、700T型は12両編成である。
最高速度300km/hに対応するため、主電動機の出力を285 kWに増強し、また定速制御装置を実装している。台車は500系を基本として設計されている。
車両のノーズ長さは、700系が9.2 mなのに対し700T型は8 mである。これは、700系がトンネル微気圧波の軽減を目的に長いノーズを有するのに対し、台湾高速鉄道はトンネル断面積が90 m2以上と大きく、さらに坑道端部にフードやベンチホールを設けて圧力が逃げる空間を確保していることから短いノーズでも問題ないためである。先頭車両の全長は27,000 mmで、700系より350 mm短い。
運転台横の乗務員用扉は省略され、デッキから入室するようになっている。全ての客室扉の横には車掌が取り扱うドア開閉スイッチが設置されている。これにより、検札の途中で駅に到着しても最寄りの扉で開閉操作ができる。これは台湾鉄路管理局（台鉄）と同じ運用方式であり、発車後の安全確認は駅係員が行う。
運転台のブレーキハンドルは、700系の縦軸・水平回転式に対し、500系と同じく横軸・前後回転式。汽笛の操作は、足下のペダルではなく、運転台のボタンによる。ボタンはマスコンハンドル付近に設置。
車内は、火災対策として燃焼時の有毒ガス対策も求められ、英国基準（BS 6863）に適合する素材が用いられているほか、火災を検知するための設備が床下や客室内に設けられている。また、主要電線を耐火電線にしたり二重回路にしたりすることで、トンネル内での火災時にも出口まで制御可能になるよう対策されている。デッキと客室の仕切り扉にも防火機能を持たせており、光電式では煙で開扉する可能性があるためボタンによる半自動式になっている。また、衝突対策として各車両連結部にエネルギー吸収装置が追加されているほか、1両あたり6箇所の窓を非常窓とし、脱出用のハンマーが設けられている。
各車両の端に荷物置き場が設置されている。自動車内放送は国語（北京語）・台湾語・客家語・英語の順で放送される。

## 列車編成
全編成共通で12両編成。自由席は、かつて10-12号車の3両だったが、2023年9月1日から列車により最低2両、最大8両設定される。全席禁煙。1号車・5号車・11号車に自動販売機を設置。
（■色＝商務車（日本で言うグリーン車、英語表記ではビジネスクラス）；白色＝標準車；M＝動力車；T＝付随車）
|             | ← 左営 台北・南港 → |           |           |           |           |           |           |           |           |           |           |           |
| 号車        | 1                   | 2         | 3         | 4         | 5         | 6         | 7         | 8         | 9         | 10        | 11        | 12        |
| 定員        | 63                  | 96        | 88        | 96        | 83        | 66        | 61        | 96        | 88        | 96        | 88        | 68        |
| 搭載機器    | Tc                  | M2        | MP        | M1        | T         | M1s       | MP        | M2        | M1        | MP        | M2        | Tc        |
| ユニット    | ユニット1           | ユニット1 | ユニット1 | ユニット1 | ユニット2 | ユニット2 | ユニット2 | ユニット2 | ユニット3 | ユニット3 | ユニット3 | ユニット3 |
| 形式(1次車) | 1xx-01              | 1xx-02    | 1xx-03    | 1xx-04    | 1xx-05    | 1xx-06    | 1xx-07    | 1xx-08    | 1xx-09    | 1xx-10    | 1xx-11    | 1xx-12    |
| 形式(2次車) | 3xx-01              | 3xx-02    | 3xx-03    | 3xx-04    | 3xx-05    | 3xx-06    | 3xx-07    | 3xx-08    | 3xx-09    | 3xx-10    | 3xx-11    | 3xx-12    |

### 1次車
30編成を各製造メーカーが分担した。
商船三井の貨物船「ポセイドン・トライアンフ」と「ガイア・トライアンフ」による海上輸送で2004年5月にTR01編成が海上輸送されたのを皮切りに、2005年10月に最後のTR30編成が搬入された。
- 川崎重工業

TR01(前4両);TR02;TR05;TR07;TR09;TR11;TR13;TR14;TR16;TR18;TR21;TR22;TR25;TR28;TR30(8両)
- 日本車輌製造

TR01(中間4両);TR03;TR06;TR10;TR17;TR20;TR24;TR26;TR29;TR30(4両)
- 日立製作所

TR01(後4両);TR04;TR08;TR12;TR15;TR19;TR23;TR27
現在、TR27編成とTR29編成にはWi-Fiが設置され、2012年8月より無線LANサービスを開始している。

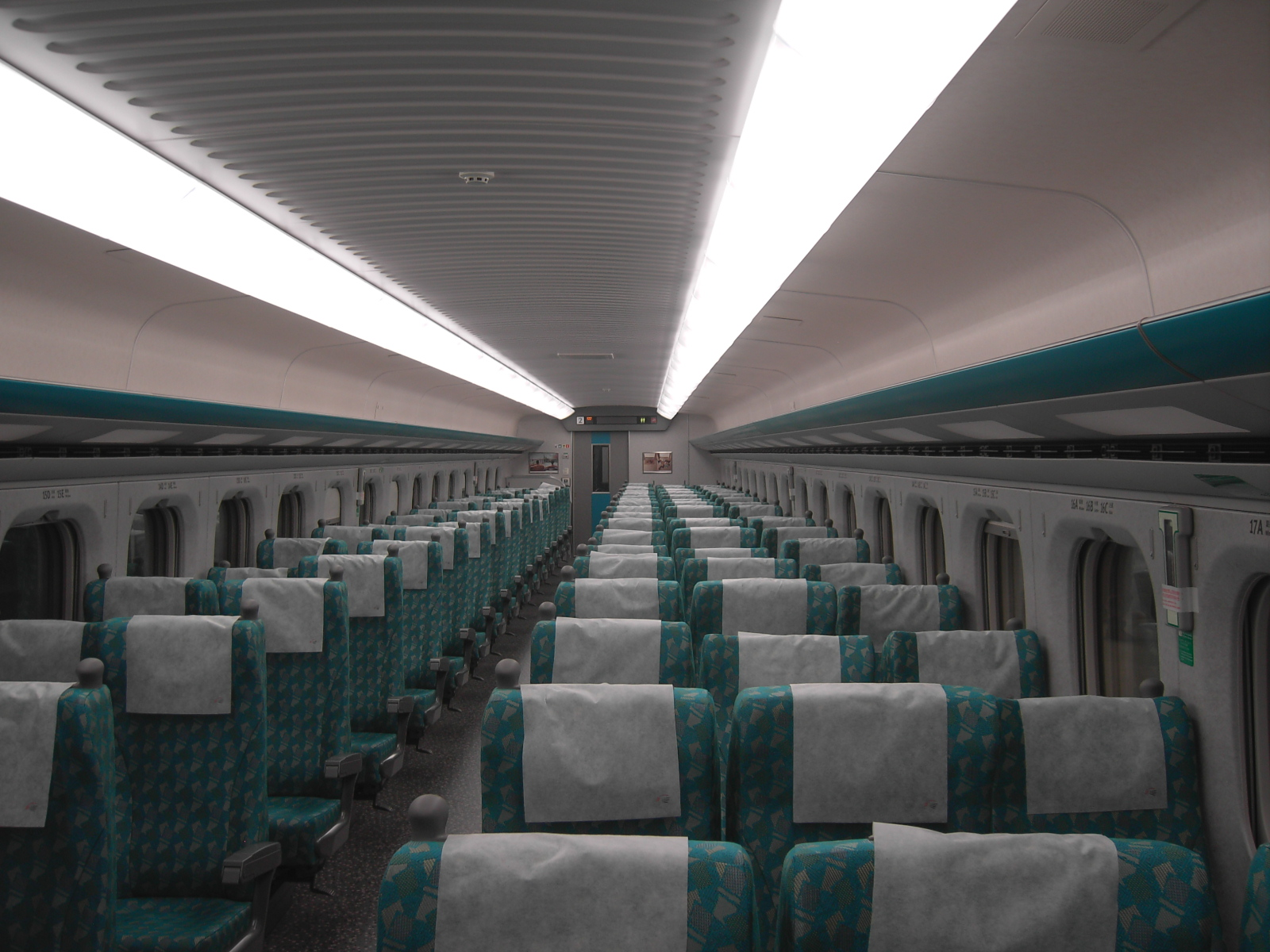
標準車
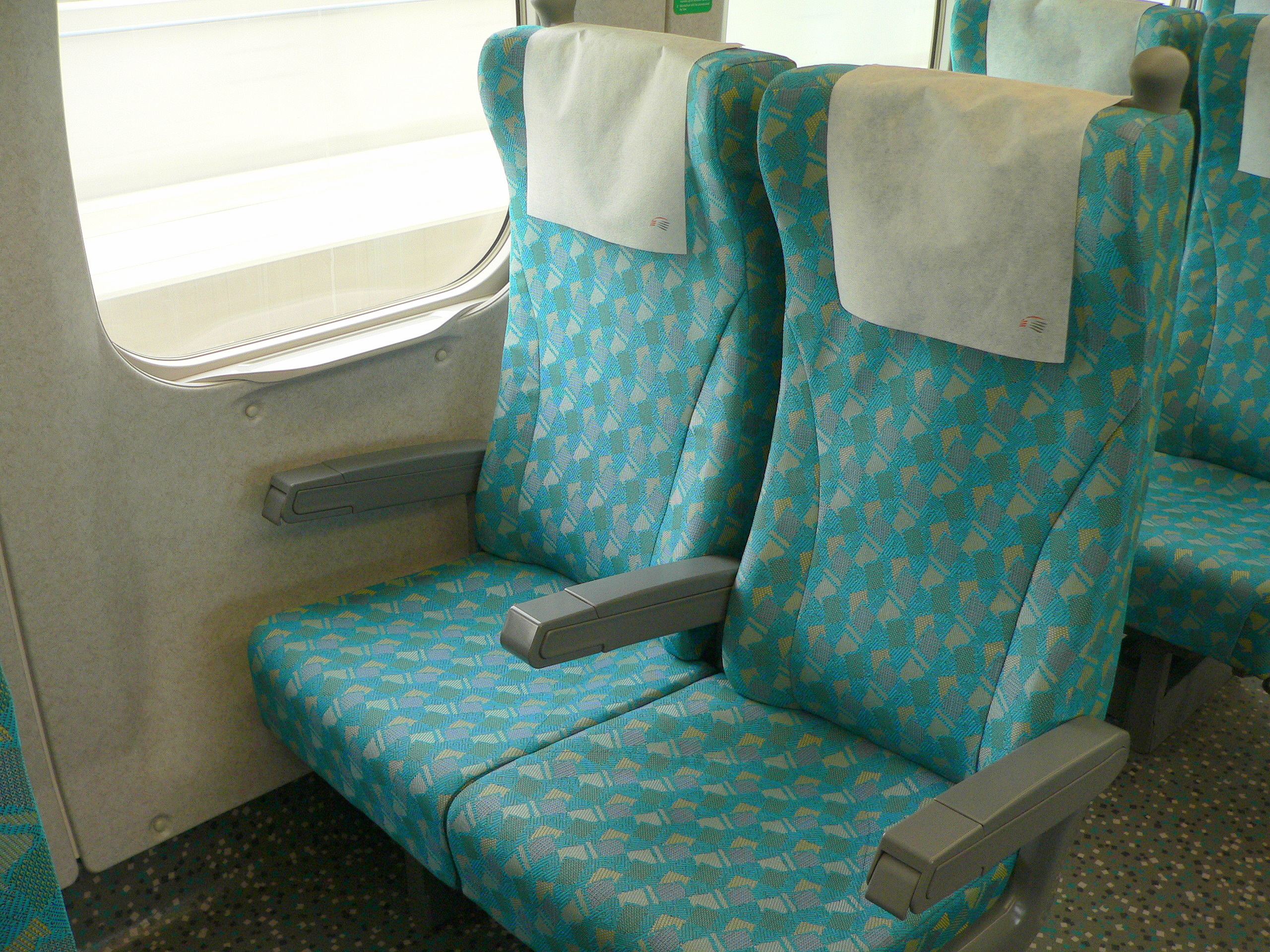
標準車座席（2列）
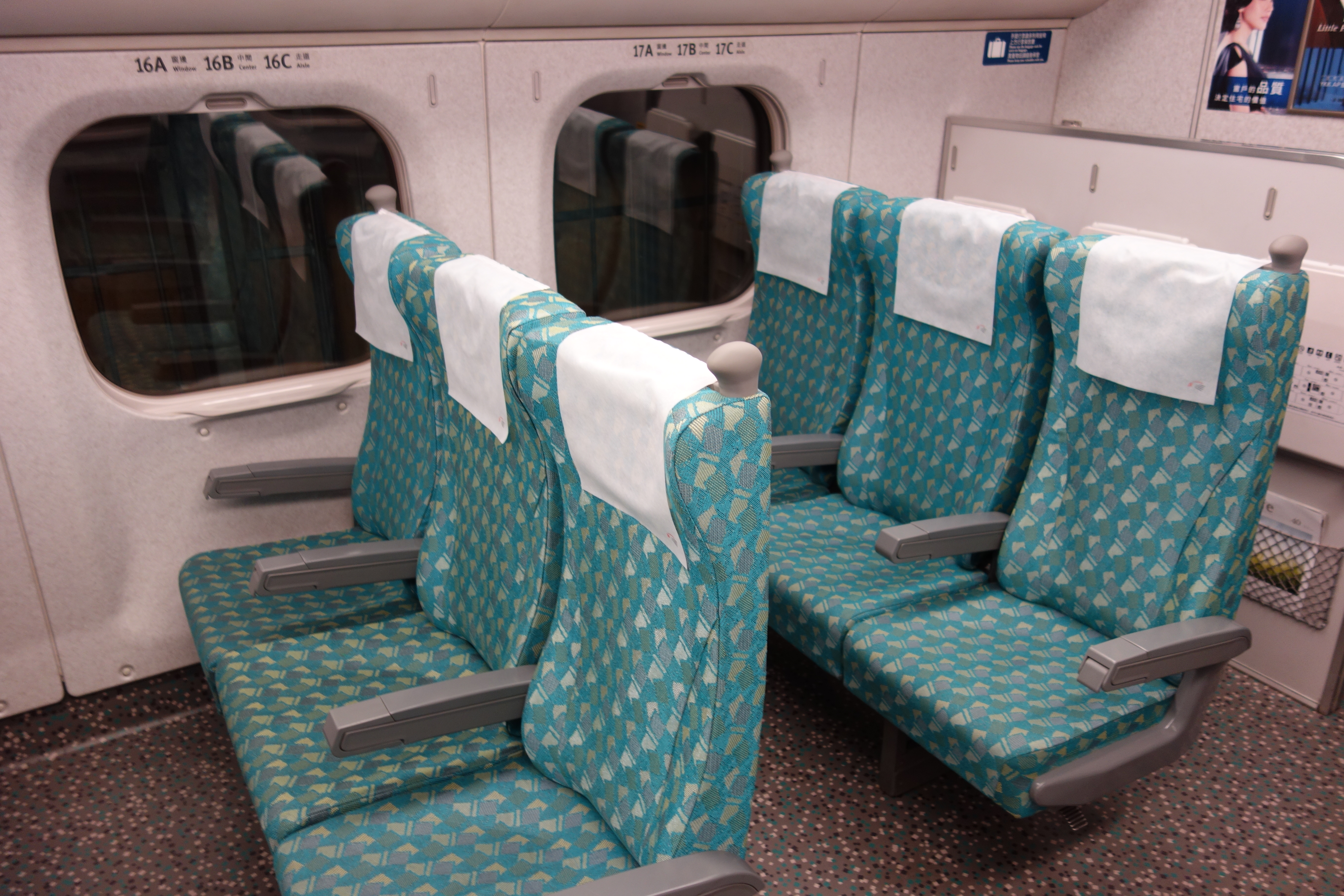
標準車座席（3列）
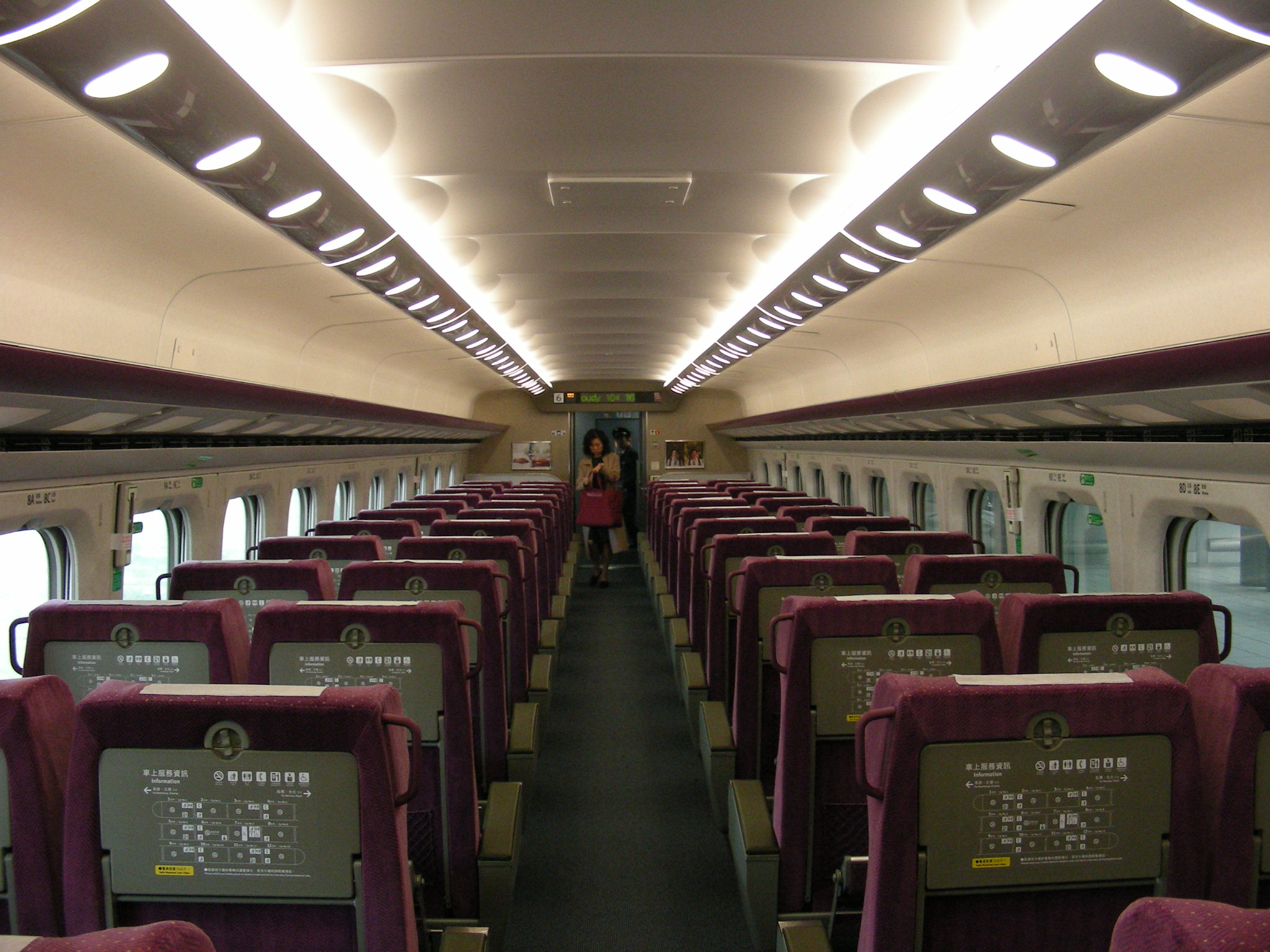
商務車
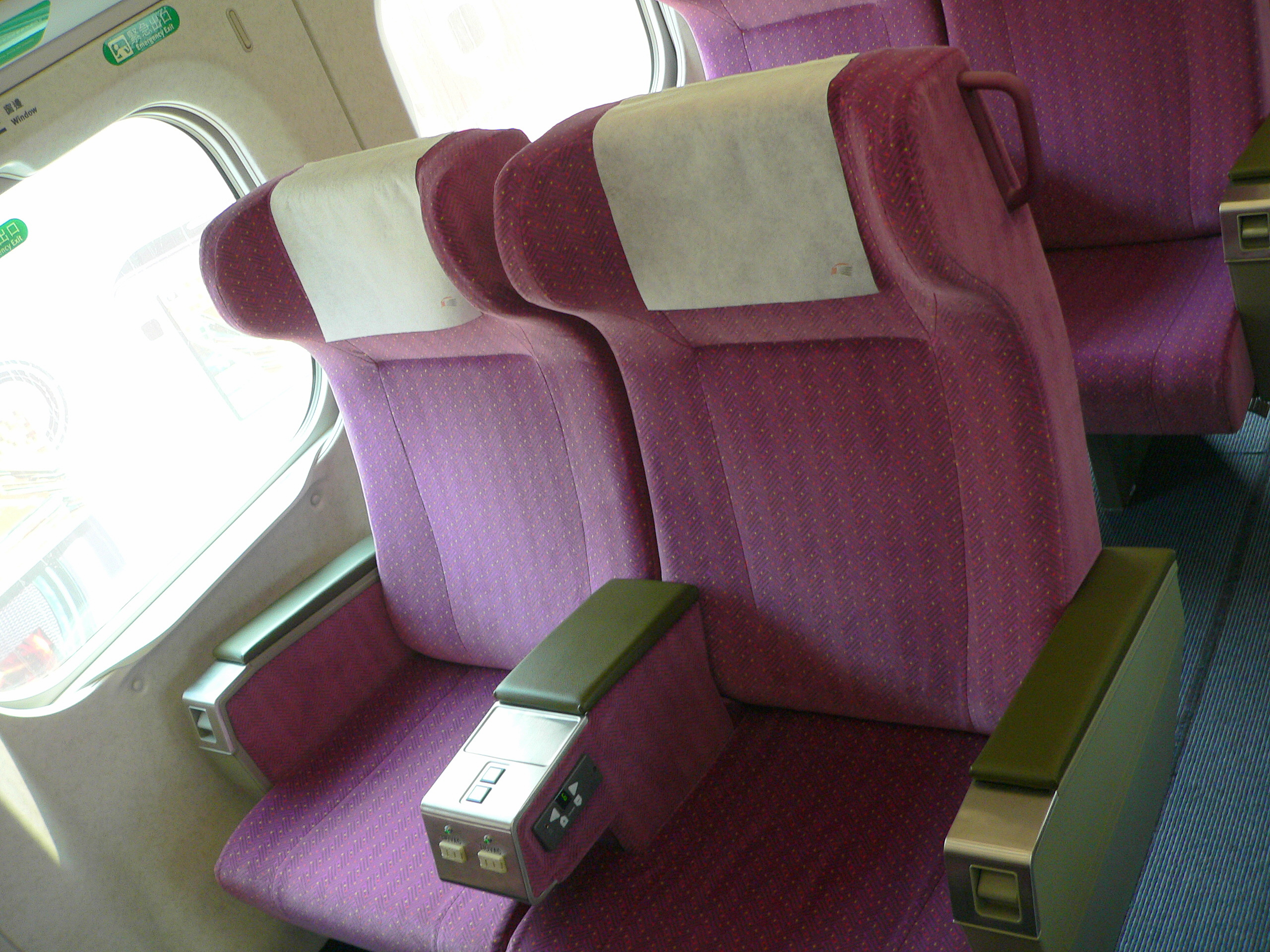
商務車座席
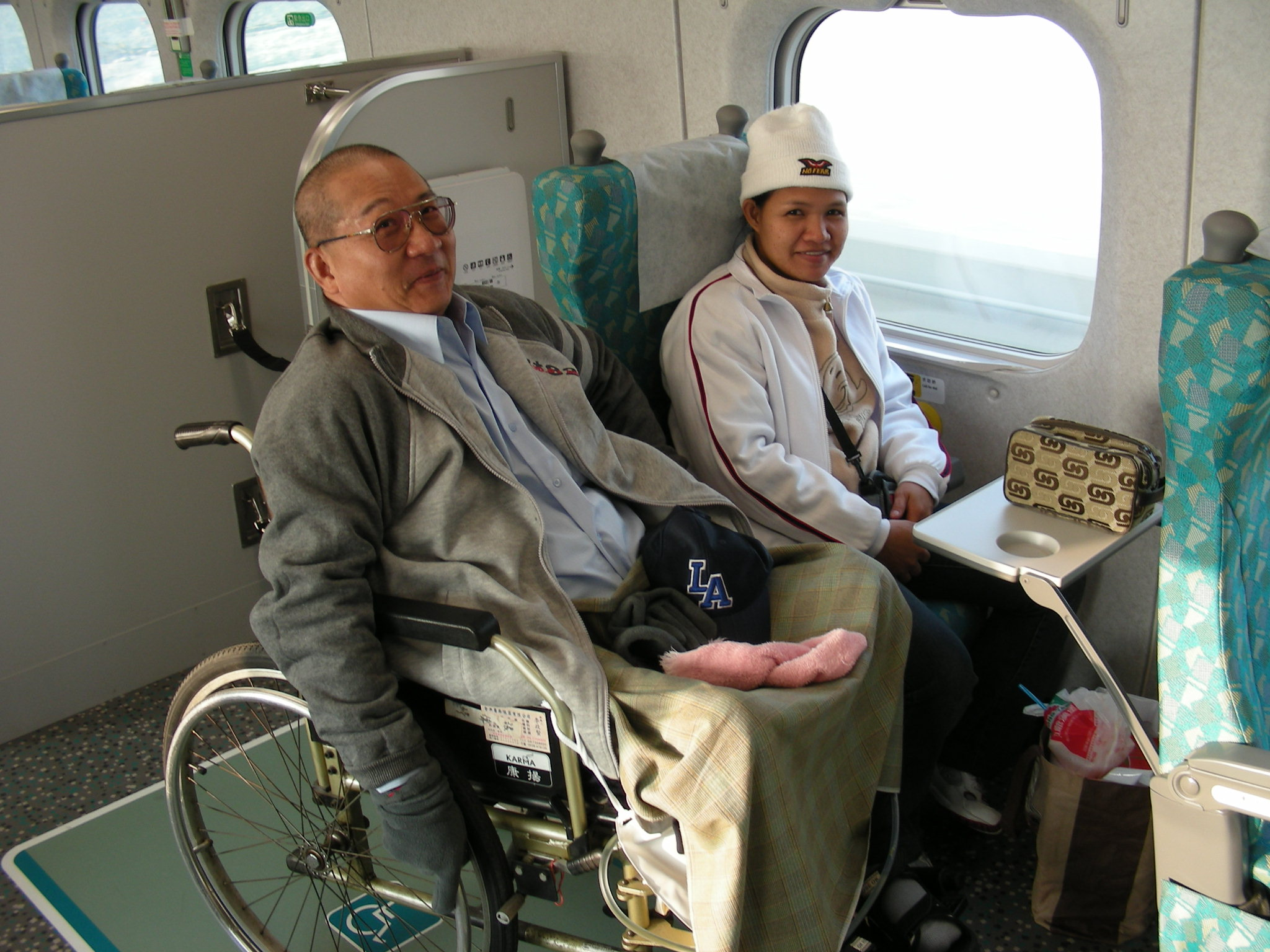
身障者対応座席
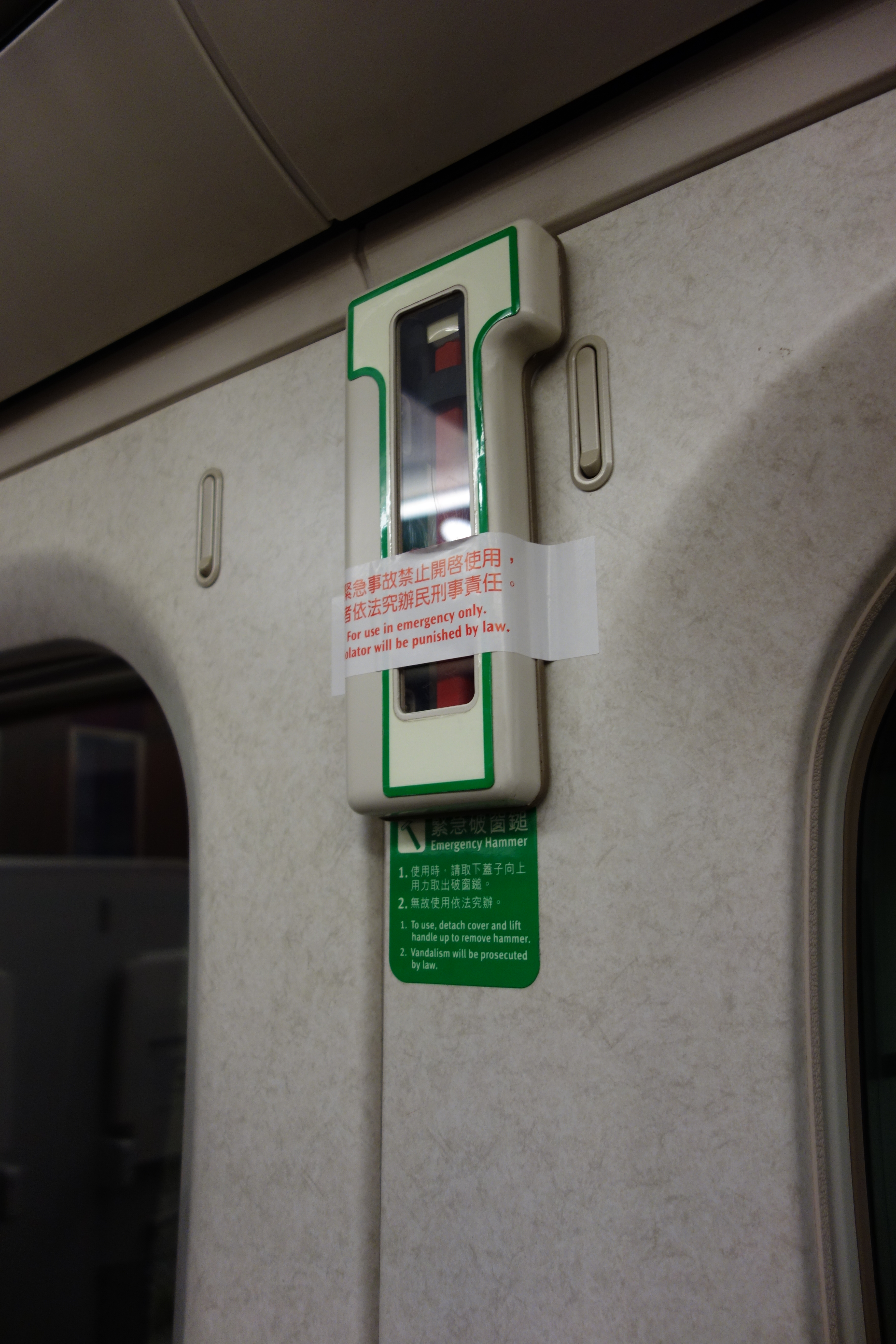
非常用ハンマー

### 2次車
2012年5月、川崎重工業が基本契約の4編成とオプション契約の4編成を受注した。
座席などの内装設備は台湾国内で製造される。基本契約分の4編成は2015年までに順次納入される。
2013年7月22日より2編成が営業運転を開始した。
- TR31編成：2012年12月21日に神戸港から商船三井の貨物船「雄山(YUUZAN)」で海上輸送され、同23日に高雄港へ到着、26-28日の未明に燕巣総合車両工場へトレーラー輸送された[12]。

営業運転投入に際して、米国のアニメチャンネル「カートゥーン・ネットワーク」とのコラボレーションとして『アドベンチャー・タイム』など同社作品で内外装とも全面ラッピングされ、前日に試乗会が催された。
- TR32編成：2013年1月21日に神戸港から商船三井の貨物船「ノースポール(NORTHPOLE)」で海上輸送され、同25日に高雄港へ到着、28-30日の未明にトレーラー輸送された。[14]
- TR33編成：2015年1月25日に高雄港へ到着、27-29日の未明に燕巣総合車両工場へトレーラー輸送された。[15]
- TR34編成：2015年8月12日に高雄港へ到着、14 - 16日の未明に燕巣総合車両工場へトレーラー輸送された。[16]

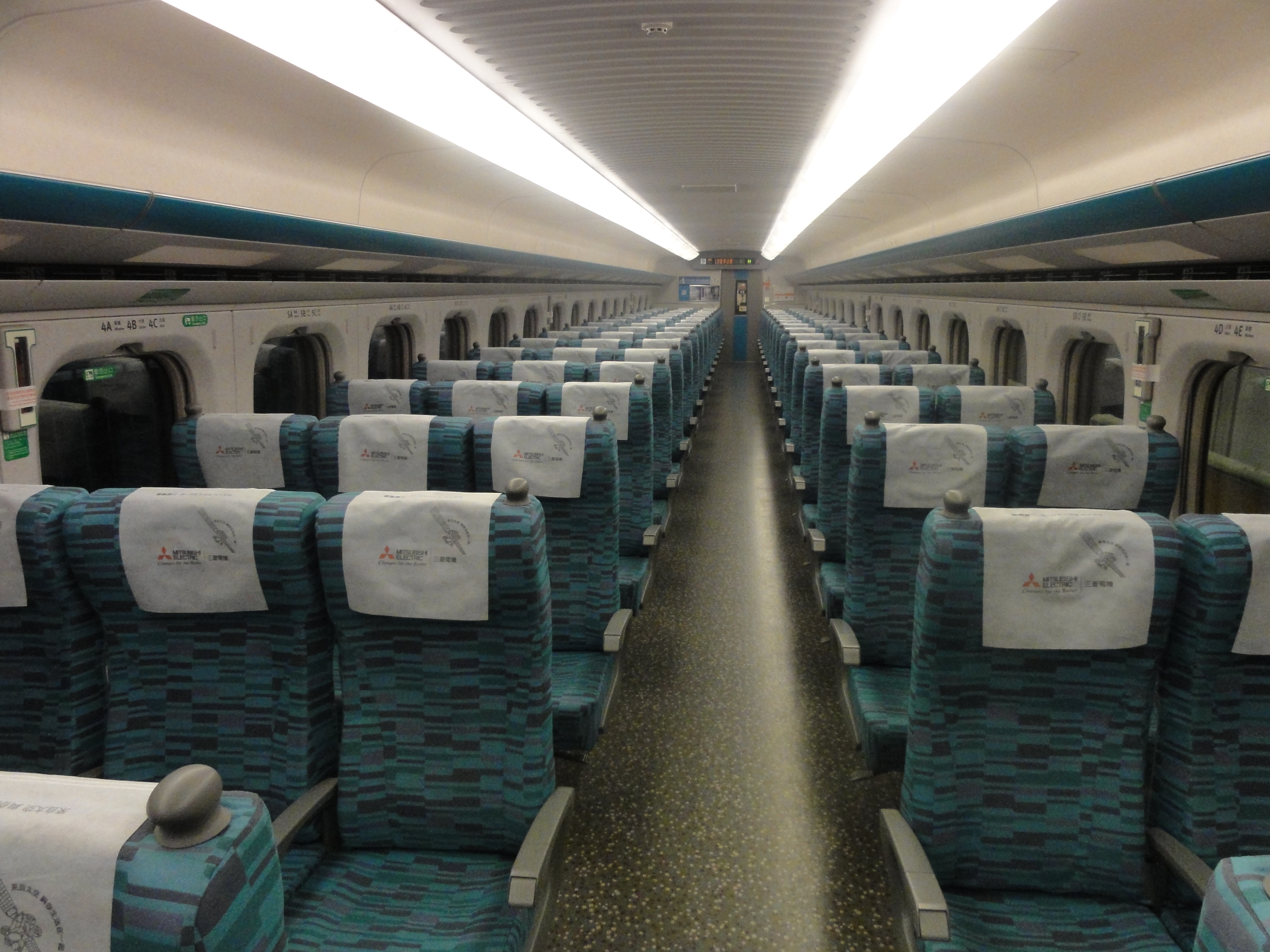
2次車・標準車
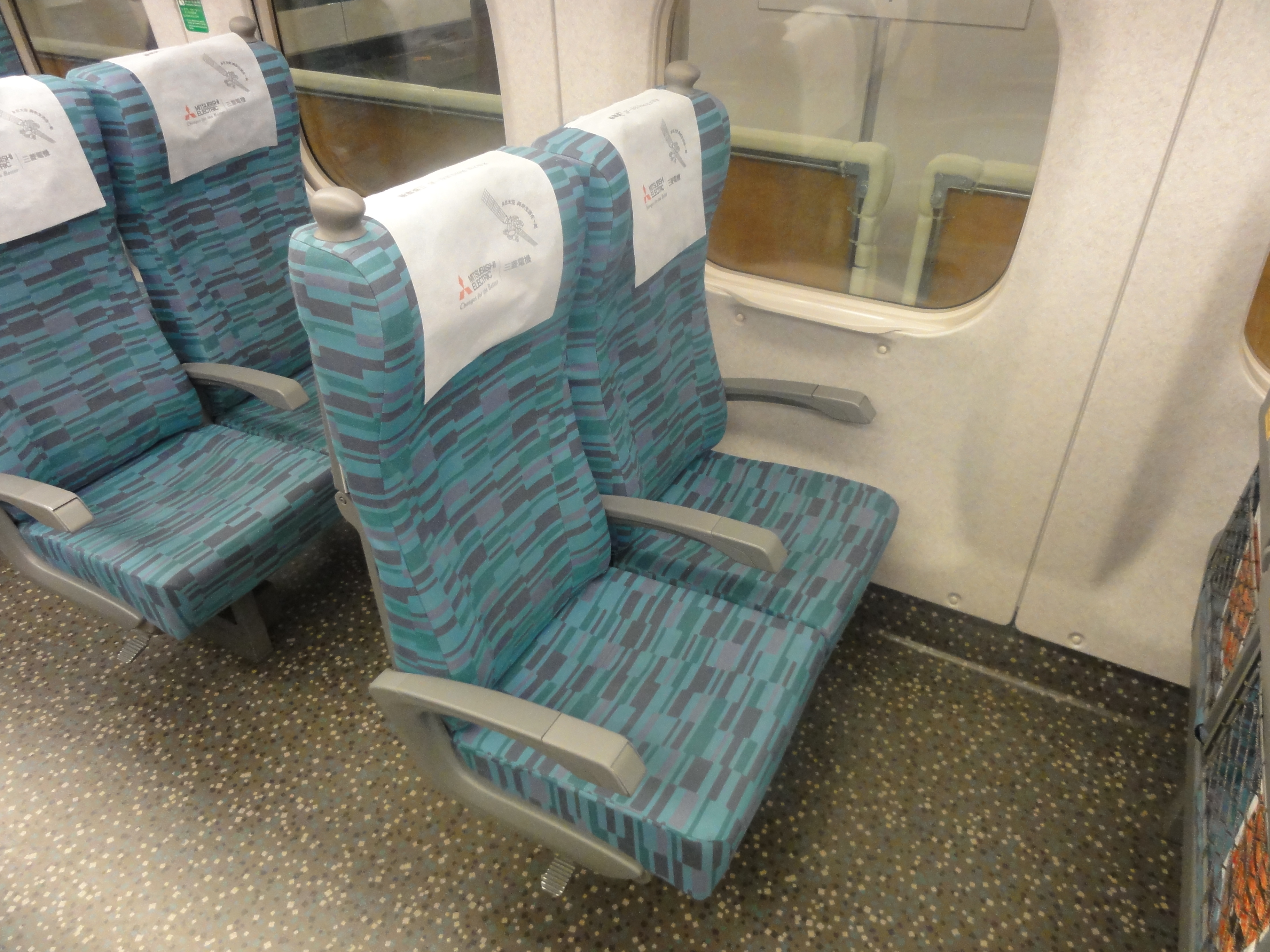
2次車・標準車座席（2列）
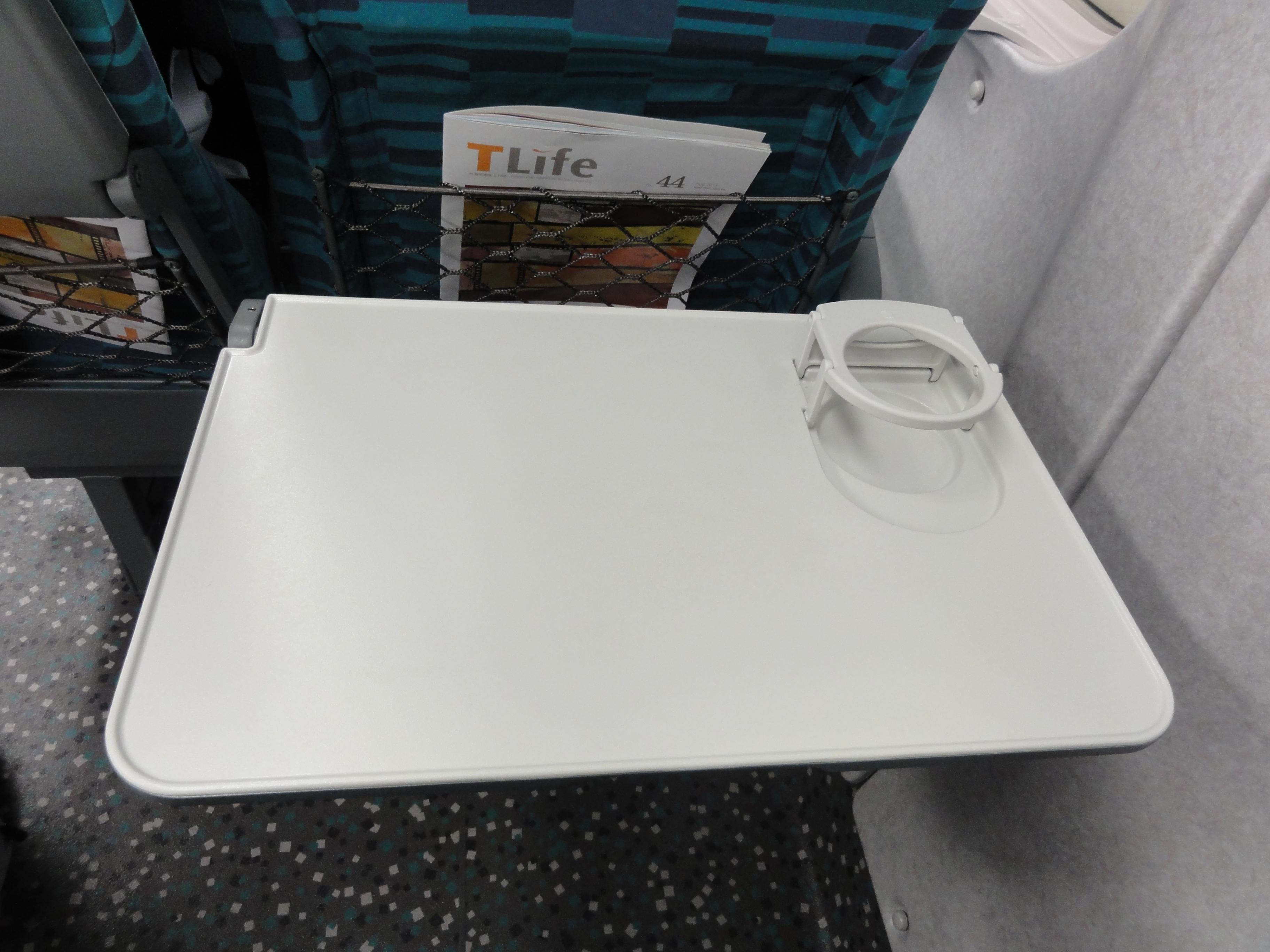
2次車・テーブル

## 700T型と700系・客室の比較

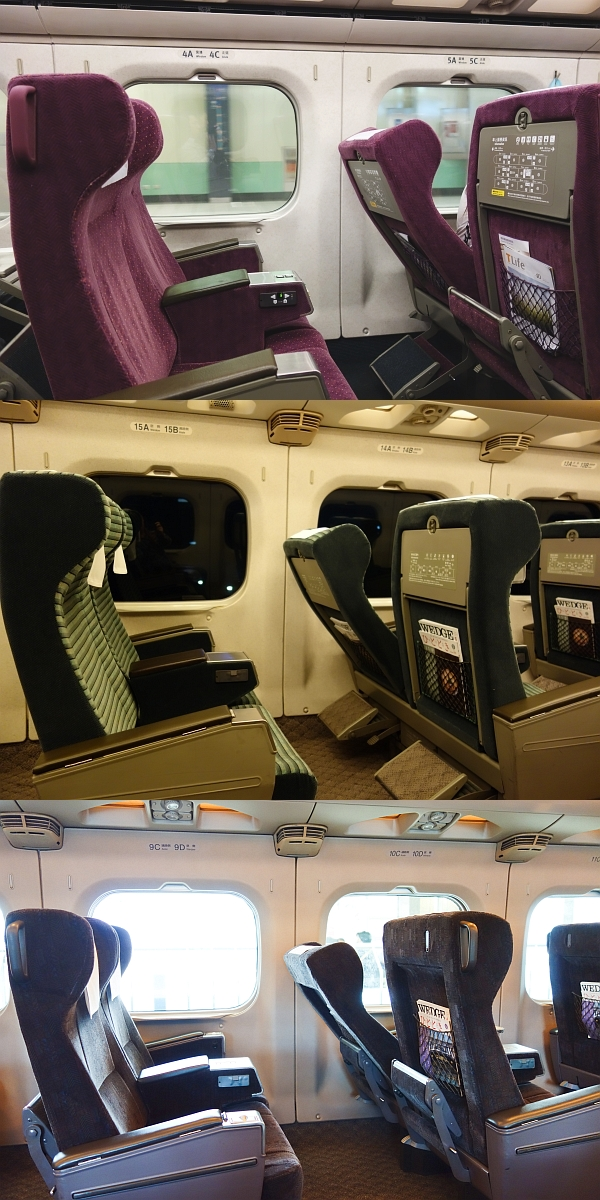
上）700T型、1次車 中）700系、C編成 下）700系、B編成 （商務車・グリーン車）
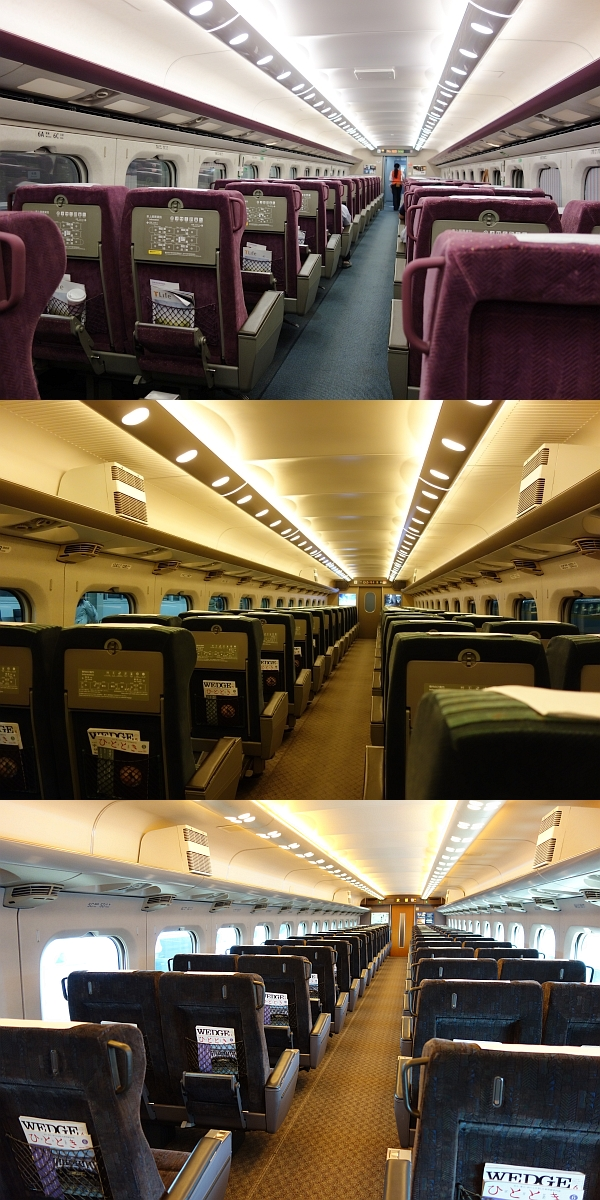
上）700T型、1次車 中）700系、C編成 下）700系、B編成 （商務車・グリーン車）
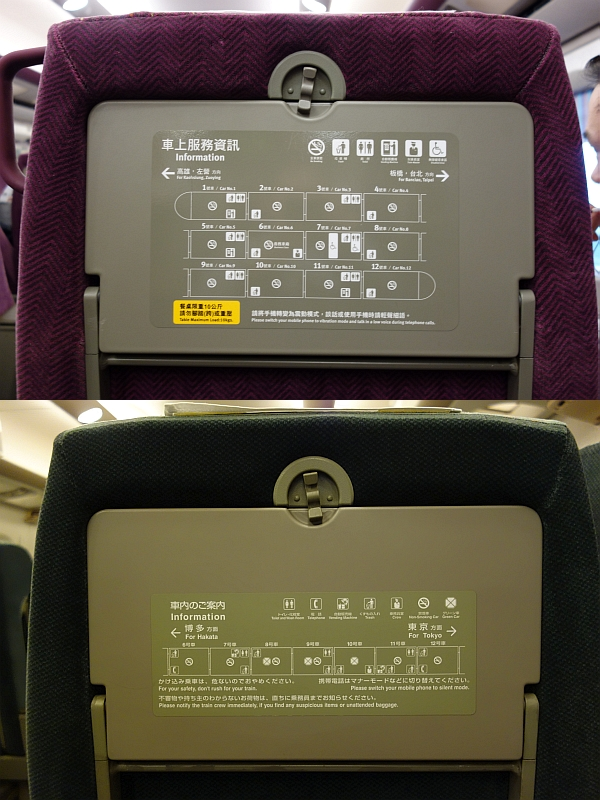
上）700T型、1次車 下）700系、C編成 （商務車・グリーン車）
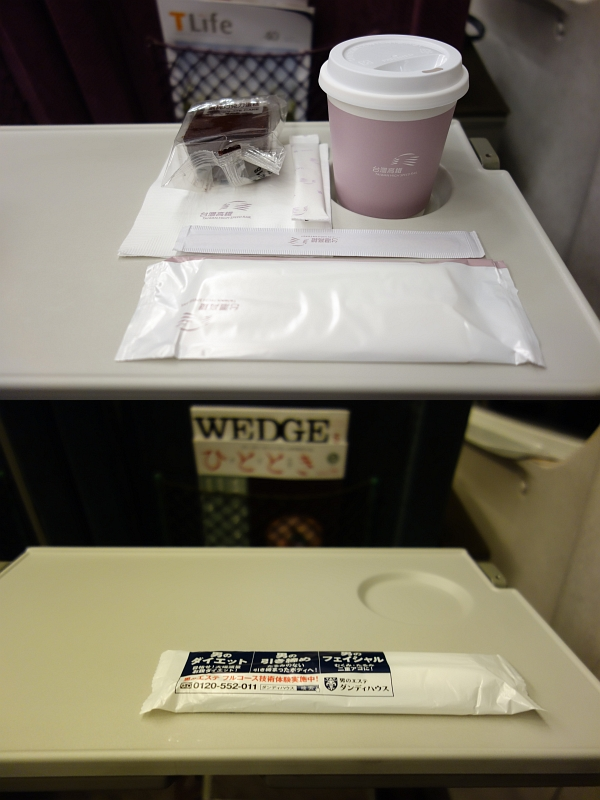
上）700T型商務車 下）700系グリーン車 テーブルと無料サービス

## 受賞
- 2006年グッドデザイン賞（商品デザイン部門）ベスト15 [17]